# Dodecosis nigricornis
Dodecosis nigricornis är en skalbaggsart som beskrevs av Martins och Maria Helena M. Galileo 1991. Dodecosis nigricornis ingår i släktet Dodecosis och familjen långhorningar. Inga underarter finns listade i Catalogue of Life.